# 光子钟
光子钟是一种比原子钟更加精确的计时器，由美国国家标准技术研究所（NIST）制造。目前最精确的原子钟可以运行8000万年，而光子钟可以一丝不苟的运行17亿年。
原子钟依赖于铯原子的微波诱导跃迁，光子钟则使用快速光诱导的器件将更加灵敏准确。1955年英国的国家物理实验室（NPL）开创性实验中发明了原子钟，在这50年后，美国国家标准技术研究所（NIST）的物理学家在2005年七月份宣布了一种新的雷射光谱可以用来制造更加准确的器件。这种器件的发现在光子钟上面进行的工作又被推进了一大步。使用这种钟可以用来重新对秒进行定义，并且可以检验一些物理学常数是否真的为常数。